# Avión acrobático
Un avión acrobático es un aerodino (una aeronave más pesada que el aire) usada en la acrobacia aérea, tanto en exhibiciones de vuelo como en competiciones de acrobacia aérea.
Están diseñados con el objetivo de obtener las mejores prestaciones en vuelo acrobático. Este diseño conlleva una pérdida de funcionalidad general, como capacidad turística (autonomía, capacidad de carga, número de pasajeros) o facilidad de manejo. En un nivel básico, los aviones capaces de realizar maniobras acrobáticas pueden ser fáciles de manejar, tener una buena capacidad turística mientras mantienen la capacidad de realizar acrobacia básica.

## Modelos de aviones acrobáticos con motor

### Apex Aircraft
- Mudry CAP 10
- CAP 230
- Giles G-202

### Aviat Aircraft Inc.
- Pitts Special

### Bücker Flugzeugbau
- Bücker Bü 133

### Cessna
- C150 Aerobat

### Champion Aircraft Corporation
- 8KCAB Decathlon
- Citabria
- Super Decathlon

### EXTRA Flugzeugproduktions- un Vetriebs- GmbH
- Extra 200
- Extra EA-300
- Extra EA 330SC

### Grumman
- Grumman Ag Cat

### Moravan
- Zlín Akrobat[2]
- Zlín Trener Master
- Zlín Z 26
- Zlín Z226
- Zlín Z326
- Zlín 526
- Zlín Z 50

### MX Aircraft
- MX2

### René Fournier
- Fournier RF-4

### Staudacher Aircraft Inc
- S-300E
- S-600

### Sujói
- Sukhoi Su-26
- Sukhoi Su-29
- Sukhoi Su-31

### Velox Aviation Inc.
- Velox Revolution 1

### Wolf Hirth GmbH
- Hirth Acrostar

### XtremeAir
- XtremeAir Sbach 342

### Yakovlev
- Yakovlev Yak-18
- Yakovlev Yak-50
- Yakovlev Yak-52
- Yakovlev Yak-55

### Zivko Aeronautics
- Zivko Edge 540

## Planeadoresacrobáticos
- Lo 100
- MDM-1 Fox
- Swift S-1